# Meat City
〈Meat City〉는 1973년 음반 《Mind Games》의 12번째이자 마지막 곡으로 발매된 존 레논이 쓴 곡이다. 이 곡은 싱글 〈Mind Games〉의 B 사이드이기도 하고 2010년 음반 《Gimme Some Truth》에 포함되어 있다.